# Кеногами
Кеногами (на английски: Kenogami River) е река в Канада, централната част на провинции Онтарио, десен приток на река Олбани. Дължината ѝ от 320 км ѝ отрежда 113-о място в Канада.
Река Кеногами изтича от северния ъгъл на езерото Лонг Лейк, при град Лонглак, на 311 м н.в. Тече в североизточна посока, преминава през язовира Кеногами и езерото Чипман, а след устието на десния си приток река Нагагами, завива на север и се влива отдясно в река Олбани, на 79 м н.в.
Максималният отток на реката е през май и юни, а минималния през февруари-март. Снежно-дъждовно подхранване. От ноември до края на април реката замръзва.
През 1937-1938 г. част от водите (39 m3/s) на Кеногами се пренасочват от построения язовир Кеногами на юг към реките вливащи се от север в Горно езеро и другите Големи езера на Северна Америка за повишаване на нивата им и увеличаване добива на електроенергия от ВЕЦ „Ниагара“.
Основни притоци на река Кеногами са:
Кеногамисис (ляв)
Бъроус (ляв)
Каваканика (ляв)
Фърноу (десен)
Уабигано (десен)
Атикасиби (ляв)
Мундино (ляв)
Флинт (десен)
Уатистигуам (ляв)
Немаса (ляв)
Пагуачиан (десен)
Нагагами (десен)
Кабинакагами (десен)
Литъл Аш (ляв)
Аш (ляв)
Кингфишер (ляв)
Уакаши (десен)
Драунинг (ляв)
Литъл Кърент (ляв)
През 1743 г. Компанията „Хъдсън Бей“, търгуваща с ценни животински кожи основава в устието на реката търговско селище (фактория), което през 1884 г. е изоставено и преместено по нагоре по течението ѝ, при устието на река Кабинакагами – днешното индианско селище Мамаматауа.